# Presidente da Assembleia da República Portuguesa
O Presidente da Assembleia da República Portuguesa, vulgarmente identificado como presidente do parlamento, é um deputado eleito pelos seus pares, para o período da legislatura, por maioria absoluta dos votos dos deputados em efetividade de funções. O Presidente representa a Assembleia da República Portuguesa, dirige e coordena os seus trabalhos e exerce autoridade sobre todos os funcionários e agentes e sobre as forças de segurança postas ao serviço da Assembleia. No elenco das suas competências expressas no regimento da Assembleia da República, incluem-se a presidência da mesa das reuniões plenárias, mesmo que extraordinariamente esteja presente o Presidente da República, da Conferência dos Representantes dos Grupos Parlamentares, da Comissão Permanente bem como a admissão das iniciativas legislativas e a assinatura e envio dos diplomas.
É a segunda figura do Estado Português, tem assento no Conselho de Estado, por inerência do cargo, e, na ausência do Presidente da República, preside a todas as cerimónias oficiais em que esteja presente no território nacional.
Substitui interinamente o Presidente da República em caso de impedimento temporário ou vagatura do cargo até a tomada de posse de novo Presidente da República eleito. Durante o período de substituição interina o seu mandato de deputado suspende-se automaticamente.
Tem a sua residência oficial no Edifício Novo de S. Bento, ao lado da Assembleia da República.

## Eleição
No início de cada legislatura, existe um breve período logo no começo da 1.ª sessão legislativa, em que não existe Presidente da Assembleia da República. Uma vez que, e de acordo com a Constituição o seu mandato termina no início da nova legislatura e não com a tomada de posse do novo Presidente. Resulta que a praxe parlamentar, que tem força de norma, tem sido a de o líder do partido com o maior número de deputados eleitos convidar a presidir em exercício de funções o antigo Presidente da Assembleia da República, caso este seja deputado eleito. De contrário segue precedências, um dos anteriores vice-presidentes, o deputado mais antigo ou o deputado mais velho.  A relevância desta situação é pouco significativa, sendo mais uma curiosidade, uma vez que a primeira e única função do Presidente em exercício é promover a eleição e conferir posse ao novo Presidente.
Para se ser eleito Presidente da Assembleia da República Portuguesa, uma candidatura deve ser subscrita por um mínimo de um décimo e um máximo de um quinto do número de Deputados e obter maioria absoluta dos votos dos deputados em efetividade de funções. Se tal não acontecer, uma segunda volta é realizada com as duas candidaturas mais votadas. Se nenhuma candidatura obtiver a maioria absoluta dos votos, o processo é reaberto.

## Funções e atribuições
De acordo com o regimento da Assembleia da República, compete ao Presidente da Assembleia da República, entre outros:
- Dirigir a tomada de posse do Presidente Eleito da República Portuguesa;
- Representar a Assembleia e presidir à Mesa;
- Marcar as reuniões plenárias e fixar a ordem do dia de harmonia com a antecedência mínima de 15 dias, de acordo com as prioridades definidas no Regimento;
- Admitir ou rejeitar os projetos e as propostas de lei ou de resolução, os projetos de deliberação e os requerimentos, verificada a sua regularidade regimental, sem prejuízo do direito de recurso para a Assembleia;
- Submeter às comissões parlamentares competentes, para efeito de apreciação, o texto dos projetos ou propostas de lei e dos tratados ou acordos, indicando, se o tema respeitar a várias, qual de entre elas é responsável pela preparação do parecer, cabendo à outra ou outras habilitar aquela com os respetivos contributos;
- Promover a constituição das comissões parlamentares, acompanhar e incentivar os respetivos trabalhos e velar pelo cumprimento dos prazos que lhes forem fixados pela Assembleia;
- Promover a constituição das delegações parlamentares, acompanhar e incentivar os respetivos trabalhos e velar para que contribuam para a visibilidade externa e para o prestígio da Assembleia e do País;
- Dinamizar a constituição dos grupos parlamentares de amizade, das comissões mistas interparlamentares e de outros organismos que se ocupem do diálogo da Assembleia com os países amigos de Portugal, acompanhar e incentivar os respetivos trabalhos e velar pelo cumprimento dos regulamentos sobre a matéria;
- Convocar os presidentes das comissões parlamentares e das subcomissões para se inteirar dos respetivos trabalhos;
- Receber e encaminhar para as comissões parlamentares competentes as representações ou petições dirigidas à Assembleia;
- Propor suspensões do funcionamento efetivo da Assembleia;
- Presidir à Comissão Permanente, à Conferência de Líderes e à Conferência dos Presidentes das Comissões Parlamentares;
- Pedir parecer à comissão parlamentar competente sobre conflitos de competências entre comissões parlamentares;
- Mandar publicar no Diário da República as resoluções da Assembleia, nos termos do nº 6 do artigo 166.º da Constituição da República Portuguesa;
- Manter a ordem e a disciplina, bem como a segurança da Assembleia, podendo para isso requisitar e usar os meios necessários e tomar as medidas que entender convenientes;
- Ordenar retificações no Diário;
- Apreciar a regularidade das candidaturas apresentadas por Deputados para cargos eletivos, bem como anunciar os resultados da eleição e proclamar os candidatos eleitos;
- Superintender o pessoal ao serviço da Assembleia;
- Assegurar o cumprimento do Regimento e das deliberações da Assembleia;
- Promover a criação de gabinetes de atendimento aos eleitores a funcionar nos círculos eleitorais, ouvida a Conferência de Líderes;
- Estabelecer protocolos de acordo e de assistência com as universidades, ouvida a Conferência de Líderes;
- Superintender o portal da Assembleia da República na Internet e o Canal Parlamento, ouvida a Conferência de Líderes;
- Convidar, a título excecional, individualidades nacionais e estrangeiras a tomar lugar na sala das reuniões plenárias e a usar da palavra, ouvida a Conferência de Líderes;
- Presidir às reuniões plenárias, declarar a sua abertura, suspensão e encerramento, e dirigir os respetivos trabalhos;
- Conceder a palavra aos Deputados e aos membros do Governo e assegurar a ordem dos debates;
- Dar oportuno conhecimento à Assembleia das mensagens, informações, explicações e convites que lhe sejam dirigidos;
- Pôr à discussão e votação as propostas e os requerimentos admitidos;
- Pedir esclarecimentos e tomar a iniciativa de conceder a palavra a Deputados, sempre que tal se torne necessário para a boa condução dos trabalhos.
- Julgar as justificações das faltas dos Deputados às reuniões plenárias, nos termos do artigo 3.º;
- Deferir os pedidos de substituição temporária, nos termos do Estatuto dos Deputados;
- Receber e mandar publicar as declarações de renúncia ao mandato;
- Promover junto da comissão parlamentar competente as diligências necessárias à verificação de poderes dos Deputados;
- Dar seguimento aos requerimentos e perguntas apresentados pelos Deputados, nos termos do artigo 4.º;
- Autorizar as deslocações de carácter oficial.
- Enviar ao Presidente da República, para os efeitos da alínea b) do artigo 134.º da Constituição da República Portuguesa, os decretos da Assembleia da República;
- Enviar ao Presidente da República, para os efeitos da alínea b) do artigo 135.º da Constituição da República Portuguesa, os tratados internacionais, depois de aprovados;
- Comunicar, para os efeitos previstos no artigo 195.º da Constituição da República Portuguesa, ao Presidente da República e ao Primeiro-Ministro os resultados das votações sobre moções de rejeição do programa do Governo, bem como sobre moções de confiança e de censura ao Governo;
- Marcar, de acordo com o Governo, as reuniões plenárias em que os seus membros estão presentes para responder a perguntas e pedidos de esclarecimento dos Deputados;
- Assinar os documentos expedidos em nome da Assembleia;
- Chefiar as delegações da Assembleia de que faça parte.

## Fim do mandato
O mandato do Presidente da Assembleia da República acaba com o inicio de uma nova legislatura, ou com a sua própria renúncia, mediante comunicação à Assembleia, tornando-se a renúncia efetiva imediatamente, sem prejuízo da sua ulterior publicação no Diário. No caso de renúncia ao cargo ou vagatura, procede-se a nova eleição no prazo de 15 dias. 

## Titulares
O atual titular do cargo é José Pedro Aguiar-Branco desde 27 de março de 2024.
Existem cinco antigos Presidentes da Assembleia da República vivos:

João Bosco Mota Amaral GCC • GCIH (2002-2005) 15 de abril de 1943 (82 anos)
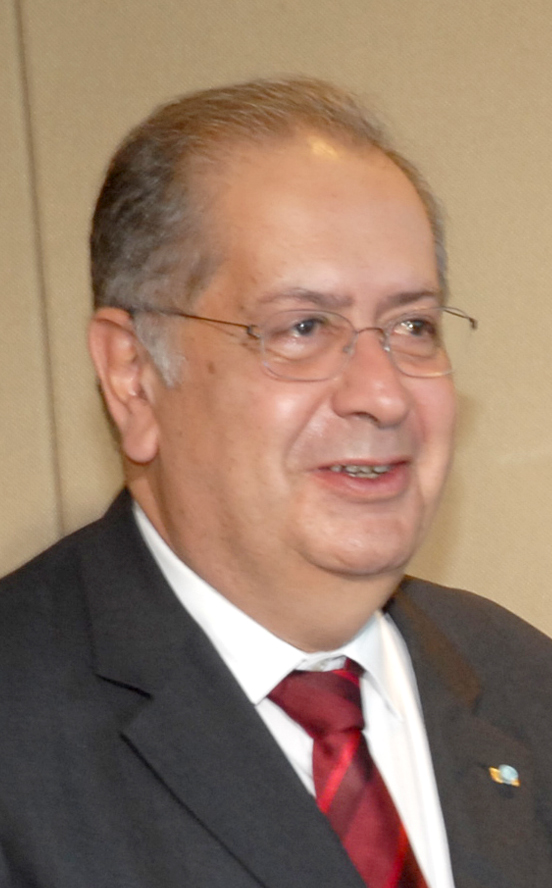
Jaime Gama GCC • GCIH • GCL (2005-2011) 8 de junho de 1947 (78 anos)
Assunção Esteves GCC (2011-2015) 15 de agosto de 1956 (68 anos)
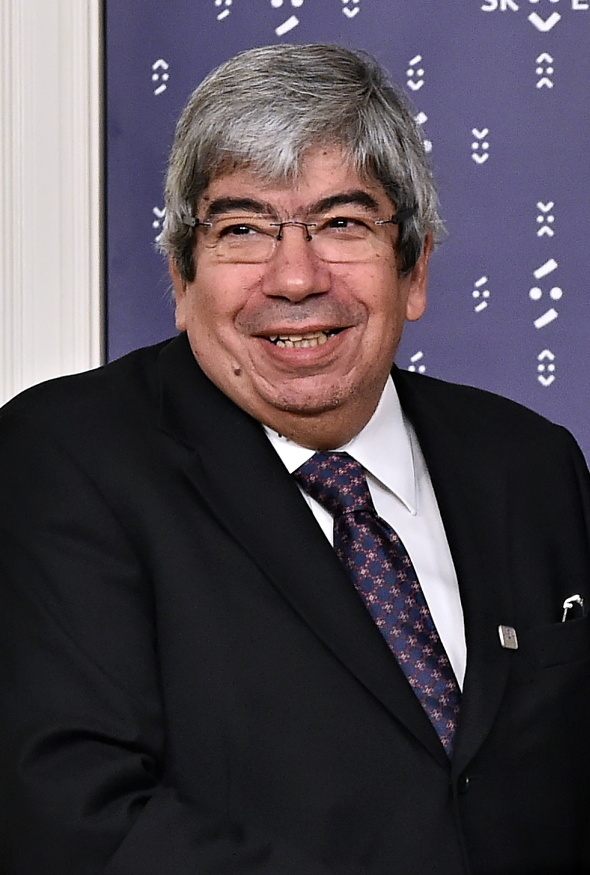
Eduardo Ferro Rodrigues GCL (2015-2022) 03 de novembro de 1949 (75 anos)
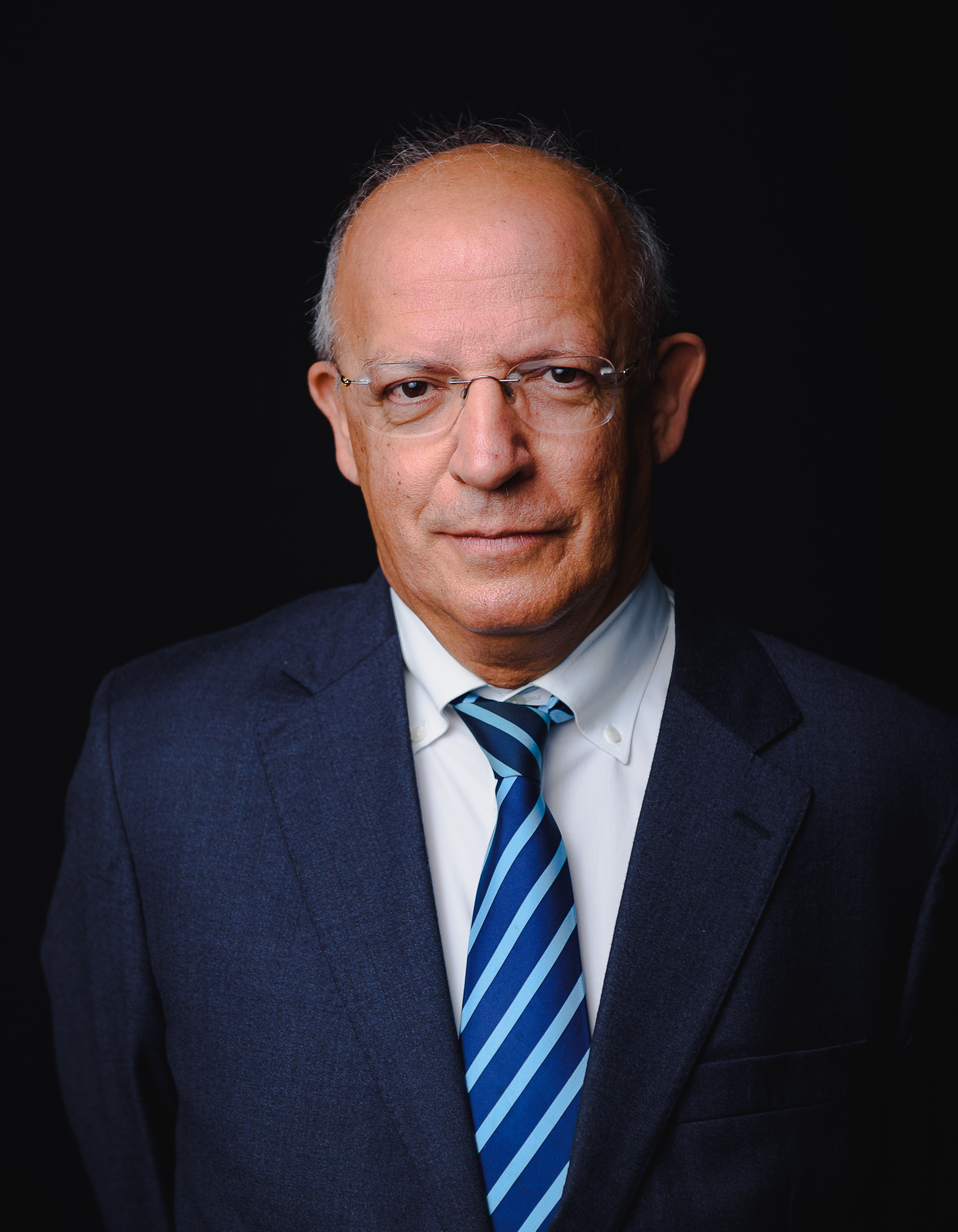
Augusto Santos Silva GCL (2022-2024) 20 de agosto de 1956 (68 anos)

## Residência oficial

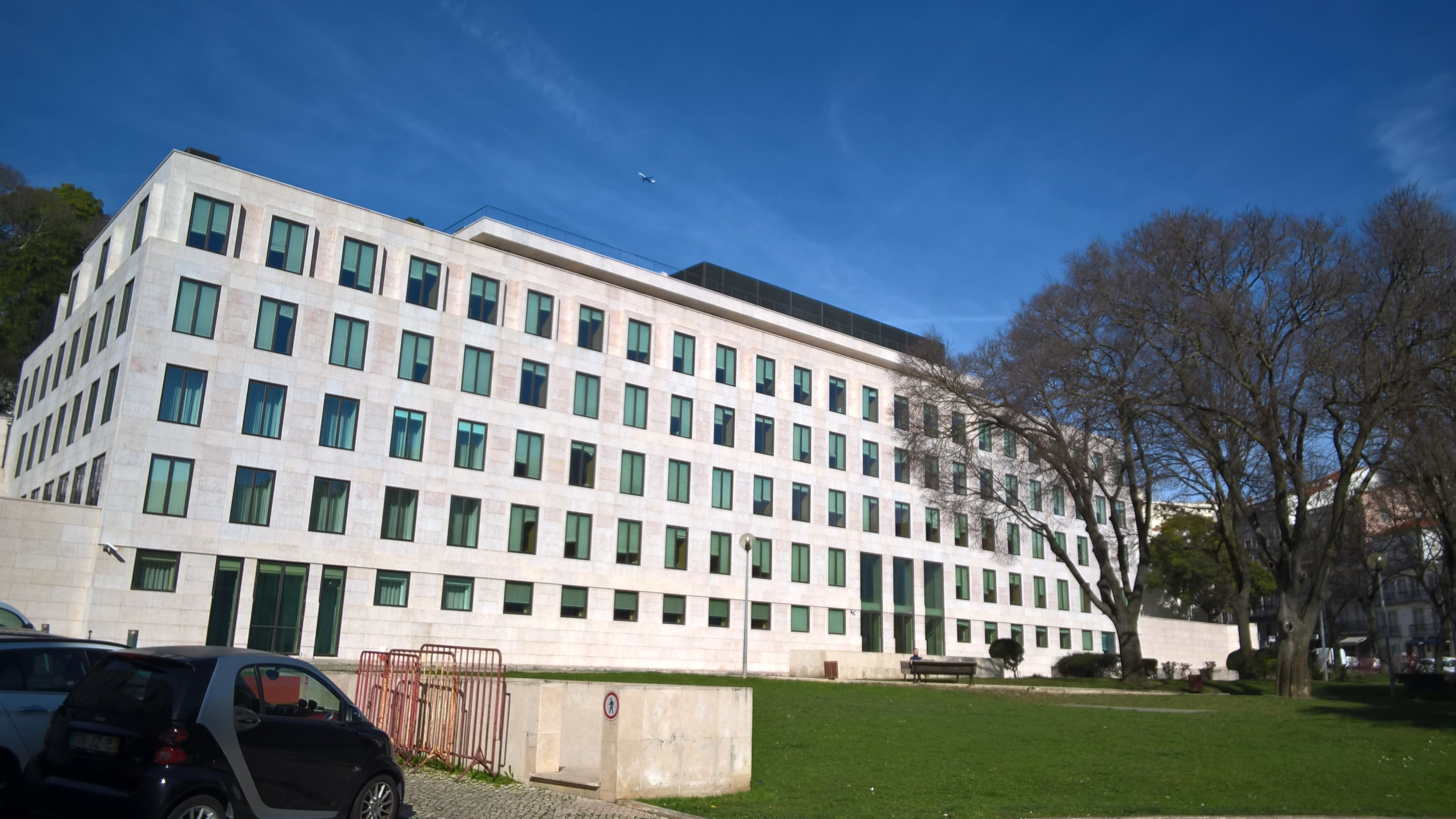
Novo Edifício da Assembleia da República, Residência Oficial do Presidente da Assembleia da República.

Junto à fachada lateral do Palácio de São Bento e ao Jardim da Praça da Constituição de 1976, situa-se o Novo Edifício da Assembleia da República, que onde está instalada a residência oficial do Presidente da Assembleia da República, estando também equipada por gabinetes de trabalho para os Deputados, de novas salas de reuniões e de um anfiteatro para conferências e seminários. Embora seja a residência oficial, nem todos os titulares viveram na residência oficial durante o seu mandato.